# Епименид
Епименид (стгрч. ΕπιμενιδηςΕπιμενιδης) је старогрчки свештеник и видовњак, представник префилософске традиције, епски песник.

## Биографија
Епименид је рођен у 7. веку пре нове ере. у Фестосу на Криту, потом живео у Кнососу; у древним легендама приказан је као миљеник богова и гатар. Према Аристотелу, он није предвидео будућност, већ је објаснио мрачну прошлост. Извештава се о његовом посебном космогонијском учењу. Према Епимениду, постојала су два прва принципа - Ваздух и Ноћ. Када су Атињани, после Килоновог устанка, хтели да се очисте од килонске клетве, позвали су Епименида да принесе жртву чишћења (596. п. н. е.). Епименид је принео жртве и као награду узео само гранчицу маслине посвећене Атини и склопио уговор о пријатељству између Кносијана и Атињана.

## Легенда о Епимениду
Према легенди, Епименид је као младић заспао у зачараној пећини Зевса на планини Ида и пробудио се тек 57 година касније (мит који је био основа Гетеовог „Епименидовог буђења“). Према другој верзији, док је био у њој, постио је и остао у продуженим екстатичним стањима. У сваком случају, он је напустио пећину са „великом мудрошћу“, наиме, одређеном екстатичном техником. Путујући далеко и нашироко, предвиђао је будућност, објашњавао скривена значења прошлости и чистио градове од мијазма које је створио злочин.
Историјски познати Епименид умро је у дубокој старости (наводно 154 године) на Криту. Неки научници су негирали постојање Епименида. ср. Сцхултесс, "Де Епимениде Црете" (Бон, 1877); Г. Бусолт, “Гриецхисцхе Гесцхицхте” (ИИ, § 16).

## Изјаве
Епимениду се приписује стих о превари Крићана (цитиран у Библији, у Новом завету у „Посланици Титу“ апостола Павла, 1:12: Κρητες αει ψευσται, итд.), дуго цитиран, итд. време код логичара као пример зачараног круга (цирцулус витиосус), због критског порекла самог Епименида. По једној верзији, њему припадају и речи које је цитирао апостол Павле у свом говору у Атини у библијској књизи „Дела апостолска“: „јер у Њему живимо и крећемо се и постојимо, као што неки од Ваши песници су рекли: „Ми смо његова генерација.“ (17:28). Према другим верзијама, Павле цитира филозофа Клеанта, песника Арата или песника Пиндара, или све њих одједном. Позната је и и по њему названа логичка дилема Парадокс лажљивца. 